# 여량위
여량위(뤼량웨이, 呂良偉, 영문명은 Ray Lui, Sam Lui, Simon Lui, 1956년 12월 22일 ~ )는 베트남에서 출생한 중화인민공화국 홍콩 특별행정구의 영화배우, 텔레비전 연기자이다.

## 생애
남베트남 공화국 사이공에서 출생하여 지난날 한때 일가족과 함께 중화인민공화국 광둥성 롄장에서 잠시 유아기를 보낸 적이 있는 그는 1959년 재차 일가족과 함께 홍콩으로 본격 이주하였고 1977년 홍콩의 텔레비전 드라마에서 연기자 첫 데뷔하였으며 1980년 영화 《금수지(金手指)》로 영화배우 데뷔하였다. 1989년 영화 《아애당인가(我愛唐人街)》에 주연하였는데 이 영화로 영화 조감독 데뷔하였다.

## 영화 출연작
- 1980년 《금수지》
- 1988년 《엽응계획》
- 1989년 《아애당인가》
- 1994년 《서초패왕》
- 2007년 《도화선》
- 2014년 《해양지련: 바다의 사랑》
- 2016년 《신소십일랑》
- 2017년 《황금화: 엄마의 일기》
- 2021년 《진삼국무쌍》 ... 원소 역